# Bréban
Bréban ist eine französische Gemeinde im Département Marne in der Region Grand Est. Sie hat eine Fläche von 10,74 km² und 84 Einwohner (2022).

## Geografie
Die Gemeinde Bréban liegt am Fluss Puits an der Grenze zum Département Aube.

## Bevölkerungsentwicklung
| Jahr                       | 1962 | 1968 | 1975 | 1982 | 1990 | 1999 | 2006 | 2011 | 2018 |
| -------------------------- | ---- | ---- | ---- | ---- | ---- | ---- | ---- | ---- | ---- |
| Einwohner                  | 102  | 101  | 91   | 93   | 82   | 91   | 85   | 92   | 79   |
| Quellen: Cassini und INSEE |      |      |      |      |      |      |      |      |      |

## Sehenswürdigkeiten
- Kirche Saint-Léonard

## Persönlichkeiten
- Pierre de Bréban (1380–1428), Admiral